# Вилхелм Флис
Вилхелм Флис (на немски: Wilhelm Fliess) е немски отоларинголог, който практикува в Берлин. По предложение на Йозеф Бройер Флис посещава няколко конференции на Зигмунд Фройд през 1887 във Виена и скоро между двамата се заражда силно приятелство. По време на тяхната интезнивна кореспонденция и серия от лични срещи („конгреси“ както самия Фройд ги описва), Флис започва да играе важна роля в развитието на психоанализата.